# 루시 프라이
루시 프라이(Lucy Fry, 1992년 3월 13일 ~ )는 오스트레일리아의 배우, 모델이다.

## 작품 목록

### 영화
- 뱀파이어 아카데미
- 더 프레피 커넥션 - 알렉시스 헤이즈 역
- 나우 애드 허니
- 더 다크니스 - 스테파니 역
- 브라이트 - 티카 역
- 하이웨이

### 드라마
- 11/22/63 (hulu) - 마리나 오스왈드 역